# علي العايد
علي حمدان عبد القادر العايد (وُلد في 2 يناير 1963 في ماركا، عمان) قانوني ودبلوماسي أردني شغل منصب وزير الثقافة في حكومة بشر الخصاونة من 7 آذار إلى 11 تشرين الأول 2021 ووزير دولة لشؤون الإعلام من 12 تشرين الأول 2020 إلى 7 آذار 2021 وفي حكومة سمير زيد الرفاعي الثانية من 24 تشرين الثاني 2010 إلى 1 شباط 2011 ووزير دولة لشؤون الإعلام والاتصال في حكومة سمير زيد الرفاعي الأولى من 28 تموز إلى 24 تشرين الثاني 2010.

## التحصيل العلمي
حصل العايد على درجة البكالوريوس في القانون العام من الجامعة الأردنية عام 1985، ودرجة الماجستير في القانون الدولي عام 1988 من جامعة إدنبرة في المملكة المتحدة.

## الحياة العملية
انضم العايد عام 1991 إلى كادر وزارة الخارجية الأردنية، وشارك في الوفد المفاوض الأردني مع إسرائيل في الفترة (1992–1994)، عمل مسؤولًا في سفارة الأردن في القاهرة وواشنطن في الفترة (1994–2001)، كما كان القائم بأعمال السفارة الأردنية لدى إسرائيل. كان سفيرًا للأردن لدى إسرائيل في عام 2006 واستمر حتى عام 2010.
- سفير المملكة الأردنية الهاشمية لدى جمهورية مصر العربية ومندوب الأردن الدائم لدى جامعة الدول العربية (2017-2020)
- سفير المملكة الأردنية الهاشمية لدى الكيان الصهيوني (2006-2010)
- مدير الإدارة السياسية في رئاسة الوزراء، المملكة الأردنية الهاشمية (2005-2006)
- مستشار إعلامي لرئيس الوزراء (2005)
- القائم بالأعمال، السفارة الأردنية في إسرائيل.
- مدير المكتب الخاص في وزارة الخارجية الأردنية (2001-2004)
- نائب السفير، السفارة الأردنية في واشنطن (1997-2001)
- المسؤول السياسي، السفارة الأردنية في القاهرة (1994-1997)
- عضو الوفد الأردني للتفاوض مع إسرائيل (1992-1994)
- التحق في وزارة الخارجية الأردنية عام (1991)[4]